# Warren megye (Georgia)
Warren megye az Amerikai Egyesült Államokban, azon belül Georgia államban található. Megyeszékhelye és legnagyobb városa Warrenton. Lakosainak száma 5215 fő (2020. április 1.). Warren megye Wilkes, Glascock, McDuffie, Jefferson, Hancock és Taliaferro megyékkel határos.

## Népesség
A megye népességének változása:
| Lakosok száma | 5793 | 5702 | 5561 | 5558 | 5460 | 5215 |
|               | 2010 | 2011 | 2012 | 2013 | 2015 | 2020 |